# Archaeornithes
Sous-classe
Les Archaeornithes sont une sous-classe d'oiseaux fossiles. Elle contient les ordres Archaeopterygiformes et Confuciusornithiformes.

## Présentation
Ces oiseaux vivaient essentiellement au Jurassique supérieur (Malm) et au Crétacé inférieur. Ils présentent des caractères primitifs reptiliens telles que la présence de dents thécodontes, c'est-à-dire implantées dans des alvéoles de la mâchoire.